# Poeciloxestia paraensis
Poeciloxestia paraensis là một loài bọ cánh cứng trong họ Cerambycidae.